# Dunaszentbenedek
Dunaszentbenedek (horvátul: Sabendak) község Bács-Kiskun vármegye Kalocsai járásában.

## Fekvése
A község Bács-Kiskun vármegyében található, a Kalocsai Sárköz északnyugati peremén, a Duna bal partján, a paksi atomerőművel átellenben, az 5106-os út mentén.
A falu Dunapatajtól 10, Kalocsától 12 kilométerre fekszik. A környező településekkel naponta több buszjárat köti össze. A közeli Duna-hidak, a Tomori Pál híd (korábban Kalocsa–Paks Duna-híd), amely Paks és Foktő közigazgatási területeit köti össze, emellett a Beszédes József híd Dunaföldváron és a Szent László híd Szekszárdon is igénybe vehetők a Dunántúl irányában. A legközelebbi kompjárat Géderlak (Ordas) és a Pakshoz tartozó Dunakömlőd között működik.
Vasútvonal nem érinti, bár egykor a községen keresztül tervezték elvezetni a Dunapataj–Kalocsa–Baja-vasútvonalat. A legközelebbi vasútállomások így Kalocsán és Dunapatajon vannak, de 2007. március 4-én mindkettőn, illetve az őket érintő vonalon megszűnt a személyforgalom.

## Nevének eredete
Nevét a Dunáról és bencés szerzetesekről kapta, mivel a község katolikus templomának védőszentje Nursiai Szent Benedek a bencés rend alapítója.

## Története
…Paks alatt nyoma sincs már annak a híres várnak, melyet I. Lajos királyunk adományozott Apostagi Zemplén vitéznek, ki a tatárok elleni harcában életét mentette meg, sem annak az apátságnak, melynek alapító levele a Vatikán levéltárában őriztetik. Vár és kolostor fölött a vizafogók nádsövényei láthatók manapság. Kerülik a veszedelmes helyet a hajósok. Szent-Benedek és Uszód határában két nagy domb van. Várak voltak. A Duna ledöntötte őket, betakarta iszappal. A két falu házai cölöpökre vannak építve. A Duna minden évben végigsöpör rajtuk. Olyankor arra a két dombra menekülnek, s onnan kiabálnak egymáshoz kötekedve: -Úsztok uszódiak! Buktok benedekiek! …
Dunaszentbenedek az 1690 évi összeírásban az elhagyott helységek között szerepelt; 1695-ben azonban már ismét lakott volt. Ebben az évben Karával együtt 1/2 portát vetettek ki rá. Kara azonban elpusztult és lakosai valószínűleg Szentbenedekre költöztek át. 
Az 1715-ös összeírásban 11, az 1720 éviben pedig 13 háztartását írták össze. E háztartásokból 11 magyar, kettő tót volt. 
A falu egykori birtokosa a kalocsai érsek volt, 1832-ben azonban a kalocsai főkáptalan birtokába ment át. 
A 19. században sok elemi csapás érte a helység lakosságát: 1862-ben árvíz, 1863-ban, 1892-ben és 1904-ben nagy tűzvész pusztított. A helység neve azelőtt csak Szent-Benedek volt.
A 20. század elején az 1950-es megyerendezés előtt Pest-Pilis-Solt-Kiskun vármegye Kalocsai járásához tartozott.
1910-ben 1509 magyar lakosa volt. Ebből 575 római katolikus, 920 református, 11 izraelita volt.

## Címer leírása
Álló, háromszögű pajzs ezüst mezejében alul vízszintes kék hullámpólya. Felette lebegő helyzetű, két arany makkterméssel ékített négyleveles zöld tölgyfaágon jobbra fordult, vörössel fegyverzett és csőrében arany cipót tartó fekete holló.
A pajzson szembe fordult, arannyal ékített és vörössel bélelt pántos ezüst sisak, kékkel és vörössel ékített arany heraldikai koronával. A sisakkoronán nyugvó arany fészkében ülő, három kicsinyét tápláló vörös csőrű ezüst pelikán, kiterjesztett szárnyakkal. Felsebzett melléből három vörös vércsepp hull alá, a sisak mindkét oldalán kék-arany takaró.
A címer alatt lebegő, íves arany szalagon feketével nagybetűs DUNASZENTBENEDEK felirat. A településnév előtt és után egy-egy díszpont.

## Közélete

### Polgármesterei
- 1990–1994: Füri Bálint (független)[4]
- 1994–1998: Füri Bálint (független)[5]
- 1998–2002: Füri Bálint (független)[6]
- 2002–2006: Füri Bálint (független)[7]
- 2006–2010: Vargyas Mihály (független)[8]
- 2010–2014: Vargyas Mihály (független)[9]
- 2014–2019: Vargyas Mihály (független)[10]
- 2019–2022: Vargyas Mihály (független)[11]
- 2022–2024: Vargyas László (független)[12]
- 2024– : Vargyas László (független)[1]

A településen 2022. június 26-án időközi polgármester-választást kellett tartani, mert a korábbi polgármester 2022. február 3-án elhunyt.

A posztért nem kevesebb, mint kilenc jelölt indult, ehhez képest a győztes egymaga is 41 % feletti eredményt ért el, az utolsó helyezettre pedig senki sem szavazott.

## Népesség
A település népességének változása:
| Lakosok száma | 865  | 838  | 777  | 785  | 723  | 714  | 724  |
|               | 2013 | 2014 | 2018 | 2021 | 2022 | 2023 | 2024 |

A 2011-es népszámlálás során a lakosok 85,3%-a magyarnak, 2,9% cigánynak, 0,2% horvátnak, 0,7% németnek mondta magát (14,7% nem nyilatkozott; a kettős identitások miatt a végösszeg nagyobb lehet 100%-nál). A vallási megoszlás a következő volt: római katolikus 40,9%, református 37,9%, evangélikus 0,5%, görög katolikus 0,1%, felekezeten kívüli 2,2% (18,2% nem nyilatkozott).
2022-ben a lakosság 92%-a vallotta magát magyarnak, 1,4% cigánynak, 0,6% németnek, 0,4% ruszinnak, 0,3% horvátnak, 1,1% egyéb, nem hazai nemzetiségűnek (7,9% nem nyilatkozott; a kettős identitások miatt a végösszeg nagyobb lehet 100%-nál). Vallásuk szerint 33,2% volt római katolikus, 31,5% református, 0,6% evangélikus, 0,8% görög katolikus, 1% egyéb keresztény, 1% egyéb katolikus, 5% felekezeten kívüli (27% nem válaszolt).

## Nevezetességei
- A római katolikus templom a régi templom romjaira épült 1720-ban.
- A református templom 1788-ban épült.
- Millenniumi emlékmű

## Kapcsolódó szócikk
- Biskói komptragédia (1887)